# Taylor Kinney
Taylor Kinney, född 15 juli 1981, är en amerikansk skådespelare och fotomodell.
Bland hans insatser märks rollen som Luke Gianni i TV-serien Fashion House och rollen som Glenn Morrison i NBC:s serie Trauma. Han har även spelat Mason Lockwood i The CW:s The Vampire Diaries. Han spelar även rollen som Kelly Severide i Chicago Fire sedan 2012.